# Prionolabis walleyi
Prionolabis walleyi là một loài ruồi trong họ Limoniidae. Chúng phân bố ở miền Tân bắc.